# Katrineholms stadshus

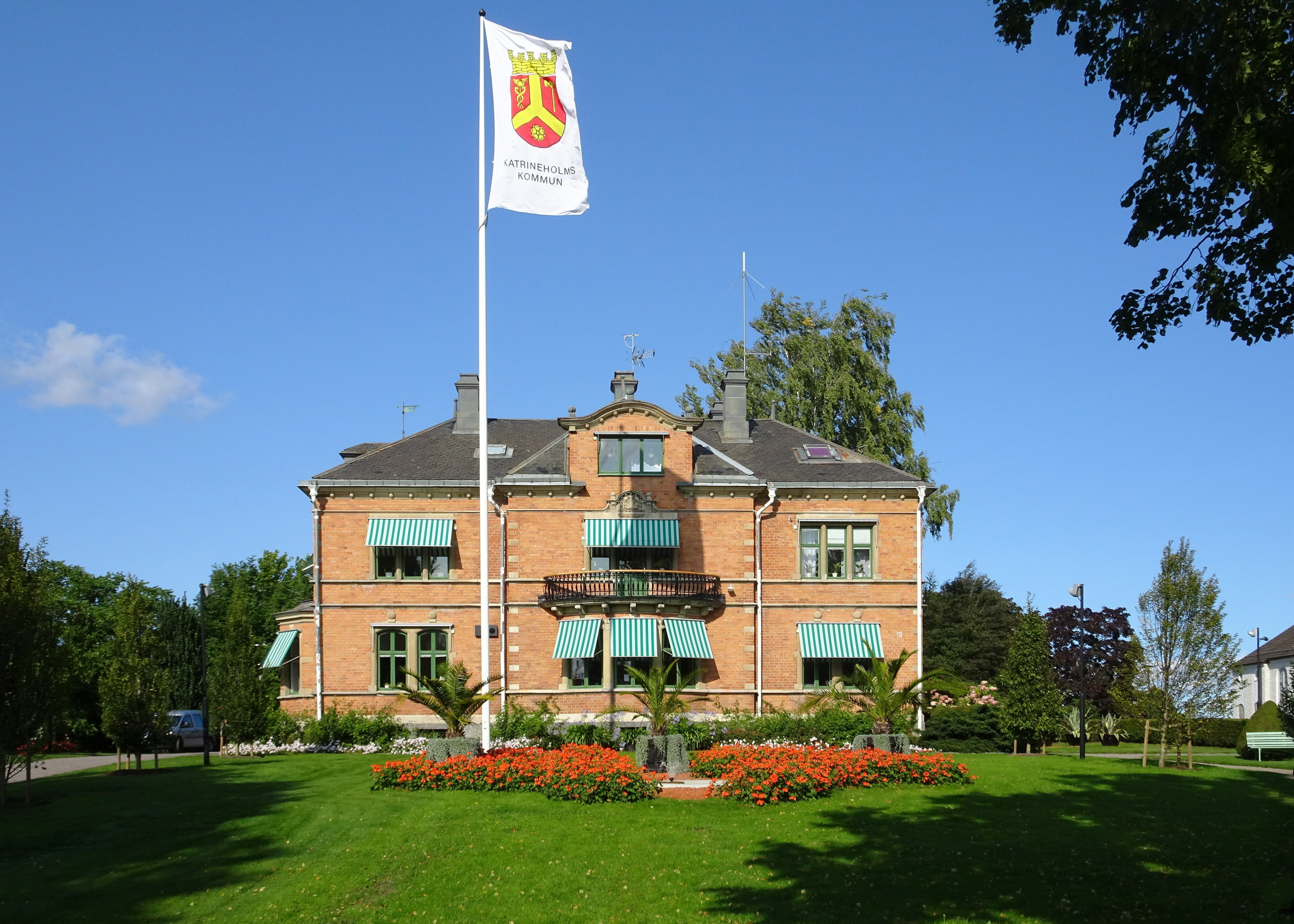
Katrineholms stadshus, september 2020.

Katrineholms stadshus (även kallat Gröna Kulle) ligger vid Fredsgatan 38 i centrala Katrineholm, Katrineholms kommun. Byggnaden var ursprungligen en påkostad privatvilla byggd 1901 för industrimannen Gustav Robert Grönkvist.

## Historik
Villa ”Gröna Kulle” uppfördes åren 1900–1901 på initiativ av smeden Gustav Robert Grönkvist. Han kom 1886 till det unga järnvägssamhället Katrineholm och öppnade en smidesverkstad. Verksamheten gick bra och 1891 startade han Grönkvists Mekaniska Verkstad som förutom hästdragna räfsor även tillverkade andra redskap för jordbruket som tröskverk och såmaskiner samt senare även kullager.
År 1899 förvärvade han några tomter söder om järnvägsstationen som då hörde till Katrineholms utkant. På en mindre kulle lät han uppföra familjens villa. Huset fick två våningar och hade tretton rum samt stora källar- och vindsutrymmen. Grönkvist gav villan namnet Gröna Kulle som den heter än idag. Huset gestaltades som en typisk patriciervilla, en stil som var populär bland välbärgade borgare under sena 1800-talet. 
Byggnaden fick fasader i rött, oputsat tegel med många detaljer i ljus sandsten. Mot söder dominerar en mittrisalit med fronton och en svängd balkong med smidesräcke. Därunder anordnades ett burspråk, bakom den fanns salongen (idag kommunstyrelsens sammanträdesrum). Husets huvudentré förlades i nordvästra hörnet som över portalen smyckades med ett tympanon med texten Gröna Kulle samt årtalet 1900 och däröver ett kupolkrönt torn. Kring huset anlades även en parkliknade trädgård. 1923 såldes Gröna Kulle till Stora Djulö, men familjen fick bo kvar i huset fram till Grönkvists död 1925.

### Historiska bilder

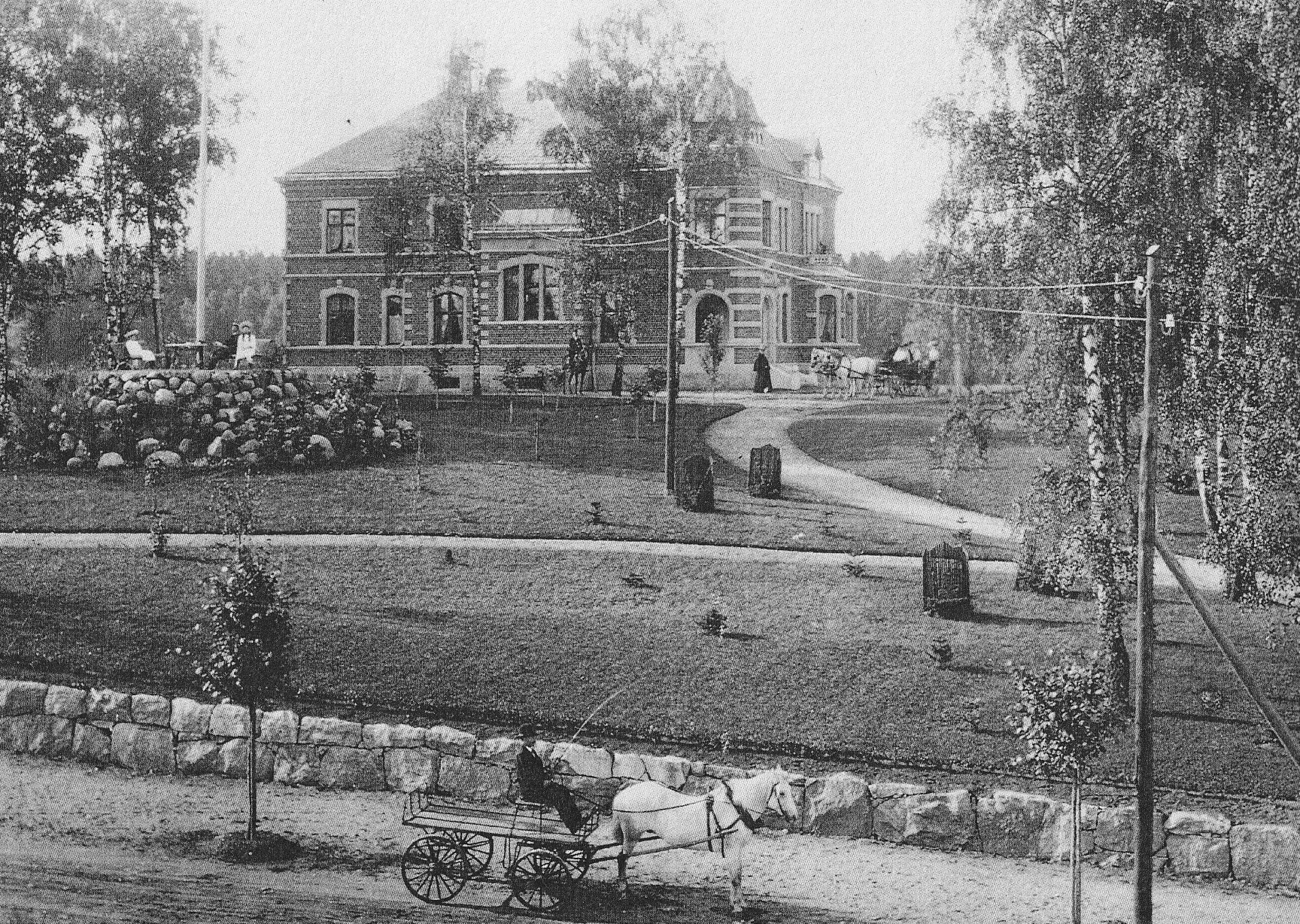
Grön Kulle från norr.
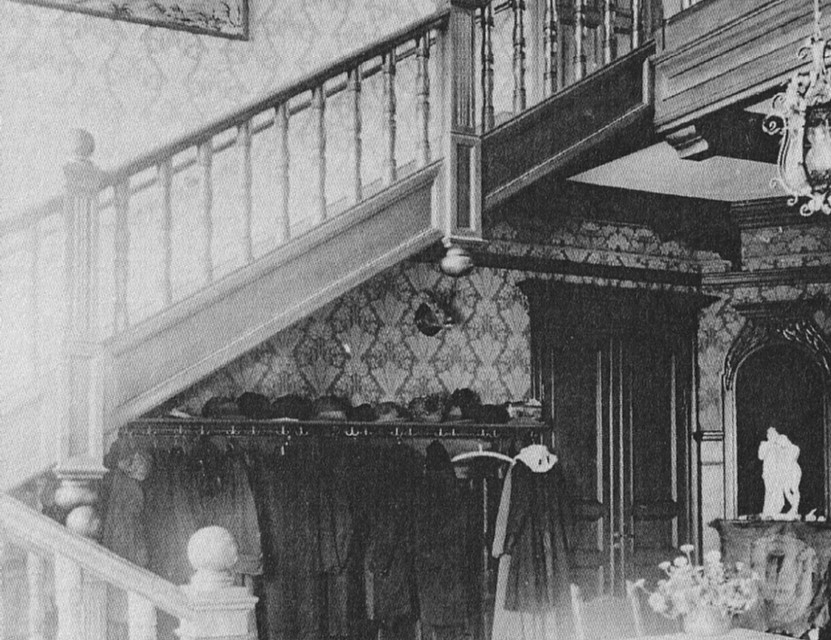
Trapphallen.
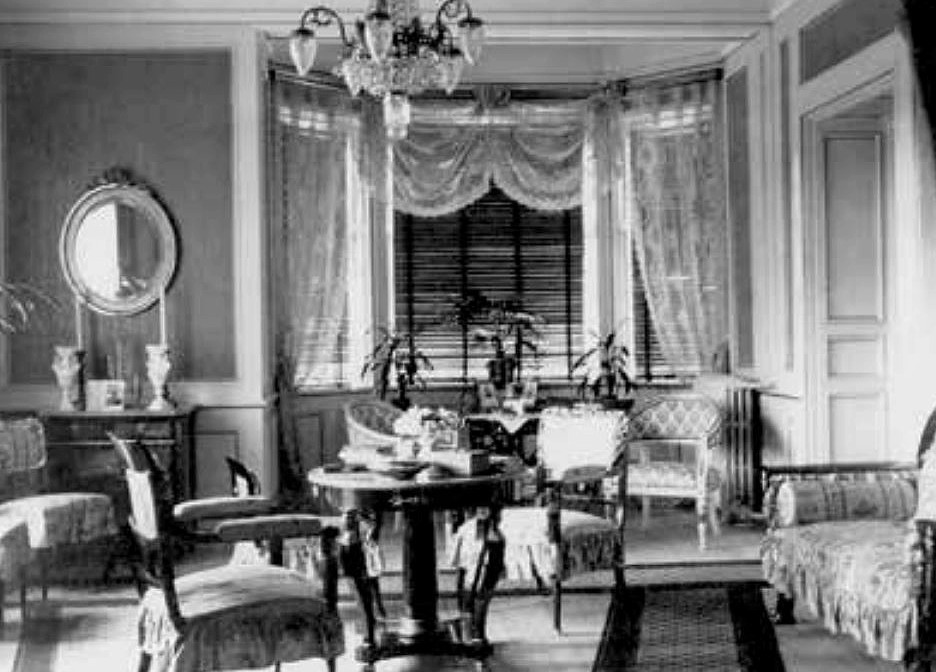
Salongen.
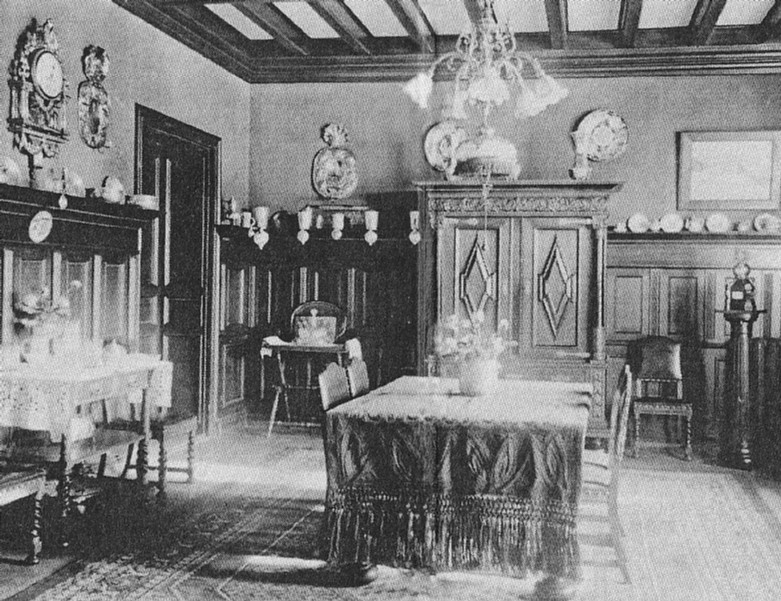
Matsalen.

## Gröna Kulle blir stadshus
I det växande Katrineholm fanns behov av ett stadshus och 1927 köpte därför staden fastigheten på kullen av Stora Djulö för 65 000 kronor. Huset byggdes om för att passa den nya verksamheten. Där Grönkvist hade sin salong på bottenvåningen kom drätselkammaren att hålla sina möten och stadsfullmäktige fick en sammanträdeslokal på övre våningen. 
Det fanns lokaler för stadens kassakontor, stadskamreraren, exekutionsväsendet, byggnadsnämnden, bibliotek och stadsingenjörskontoret. I den rymliga källarvåningen inrättades arkiv. I huset fanns även en liten tvårummare som hyrdes ut till stadsingenjören. Den 21 maj 1928 höll stadsfullmäktige sitt första sammanträde i det nya stadshuset. Sammanträdet inleddes med en invigningsceremoni då fullmäktiges ordförande, riksdagsmannen Anders Johan Bärg (1870–1947), hälsade ledamöterna välkomna.
Idag är kommunens förvaltningskontor utspridda på nio olika adresser i södra Katrineholm. I Gröna Kulle huserar kommunledningsförvaltningen med arbetsplatser för knappt 20 tjänstemän, bland dem kommunstyrelsens ordförande och kommundirektören.

### Nutida bilder

Exteriör
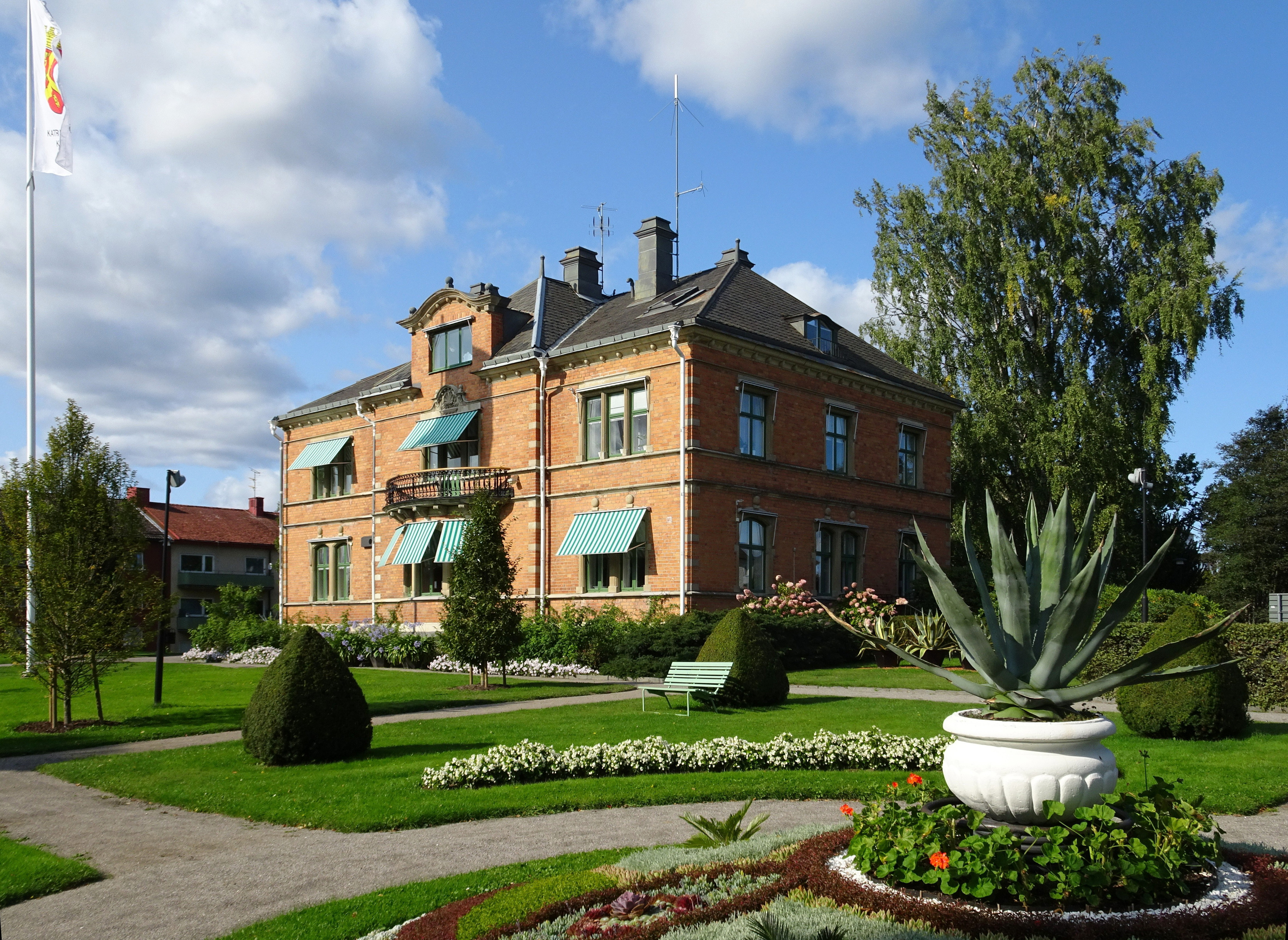
Katrineholms stadshus och park.
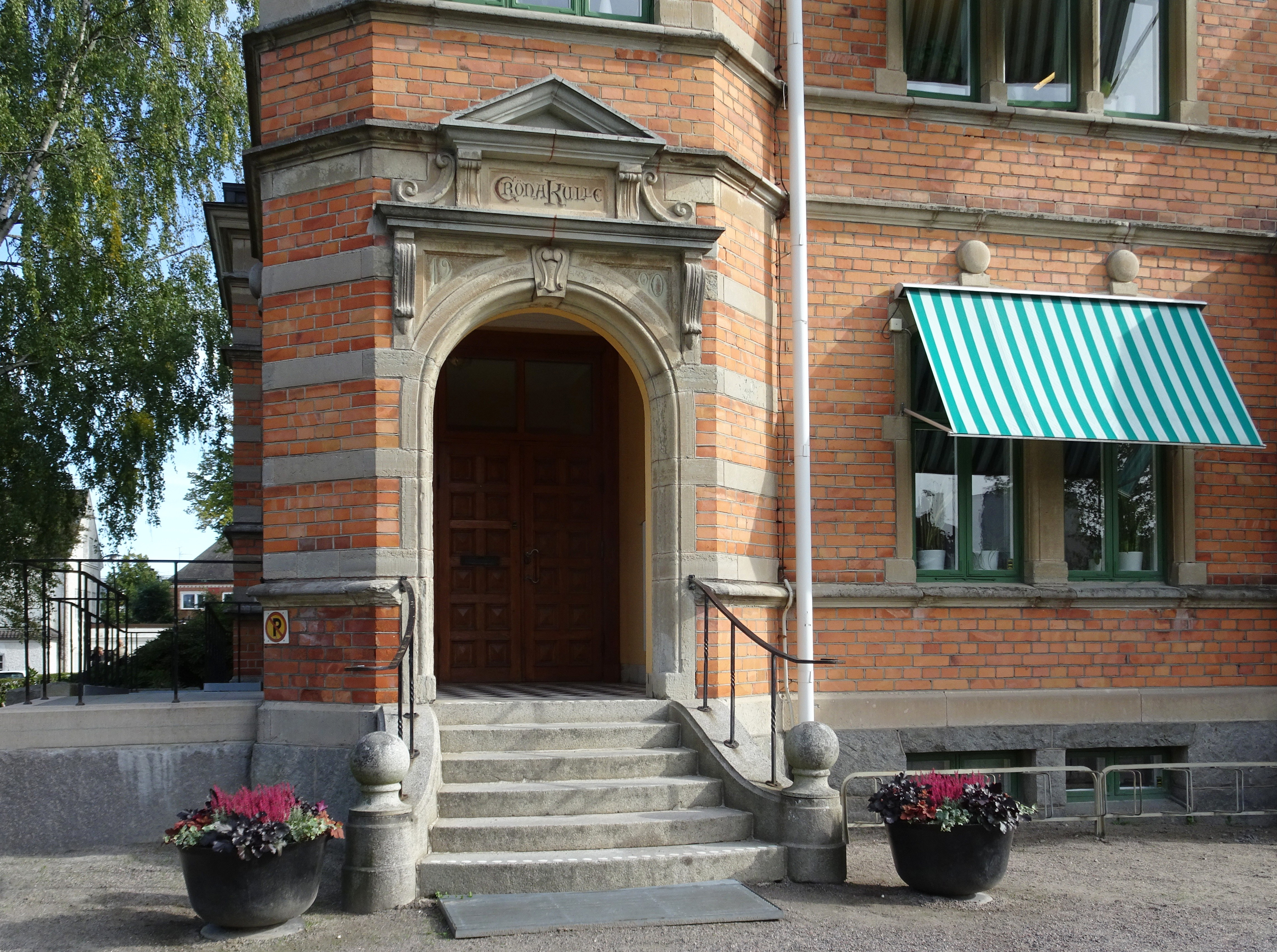
Huvudentrén.
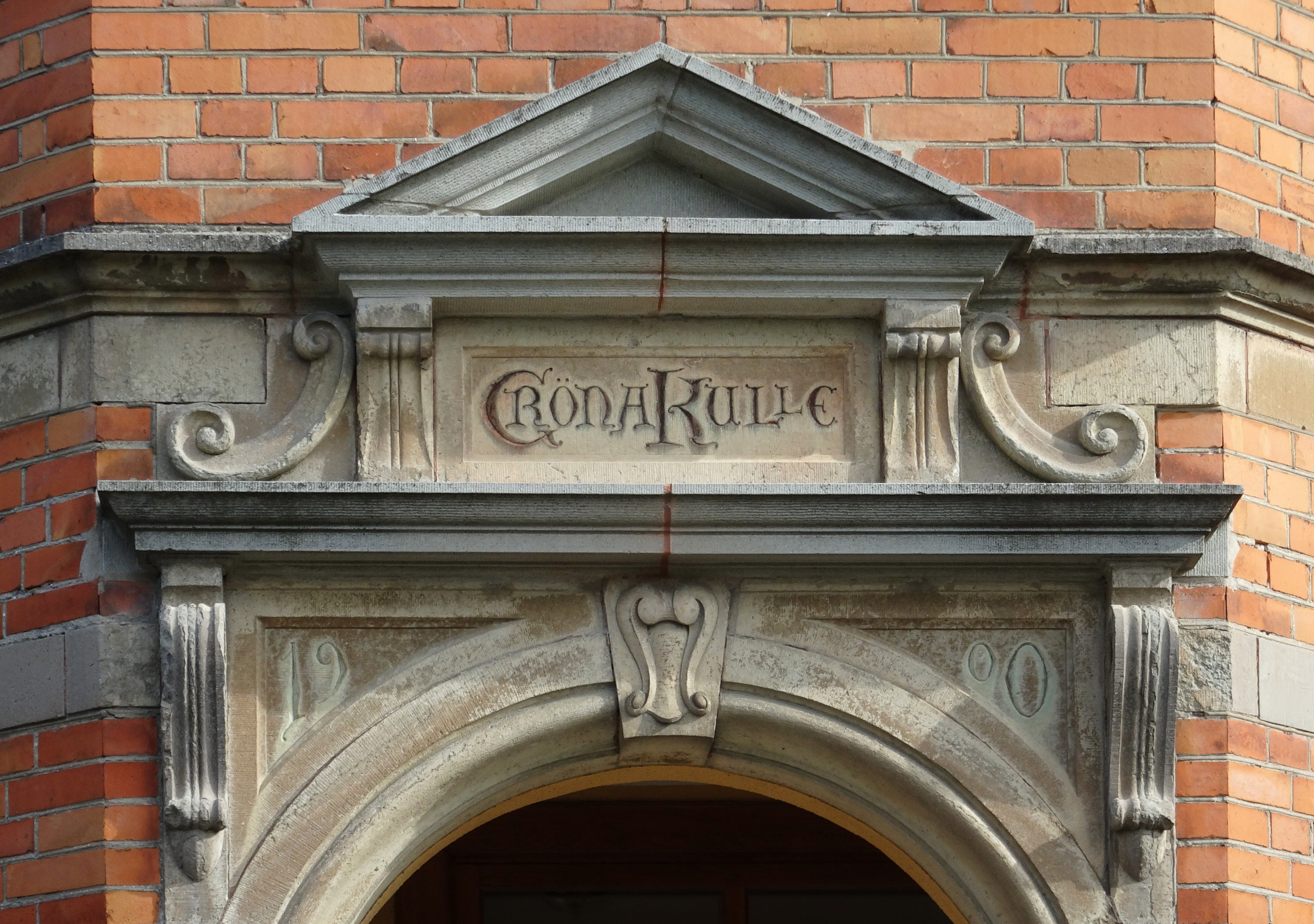
Fasaddetalj, "Gröna Kulle" och "1900".
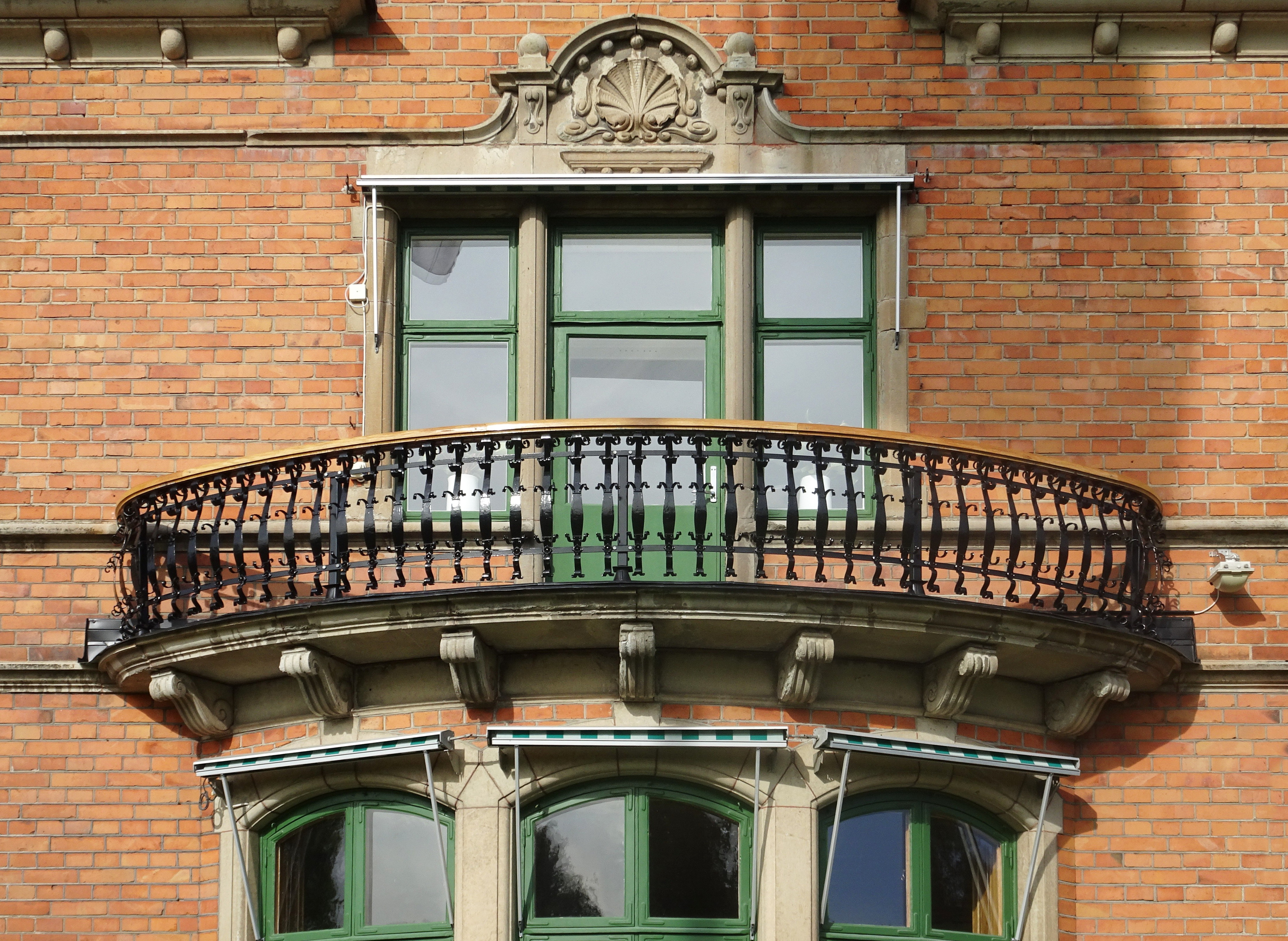
Fasaddetalj, balkongen.

Interiör
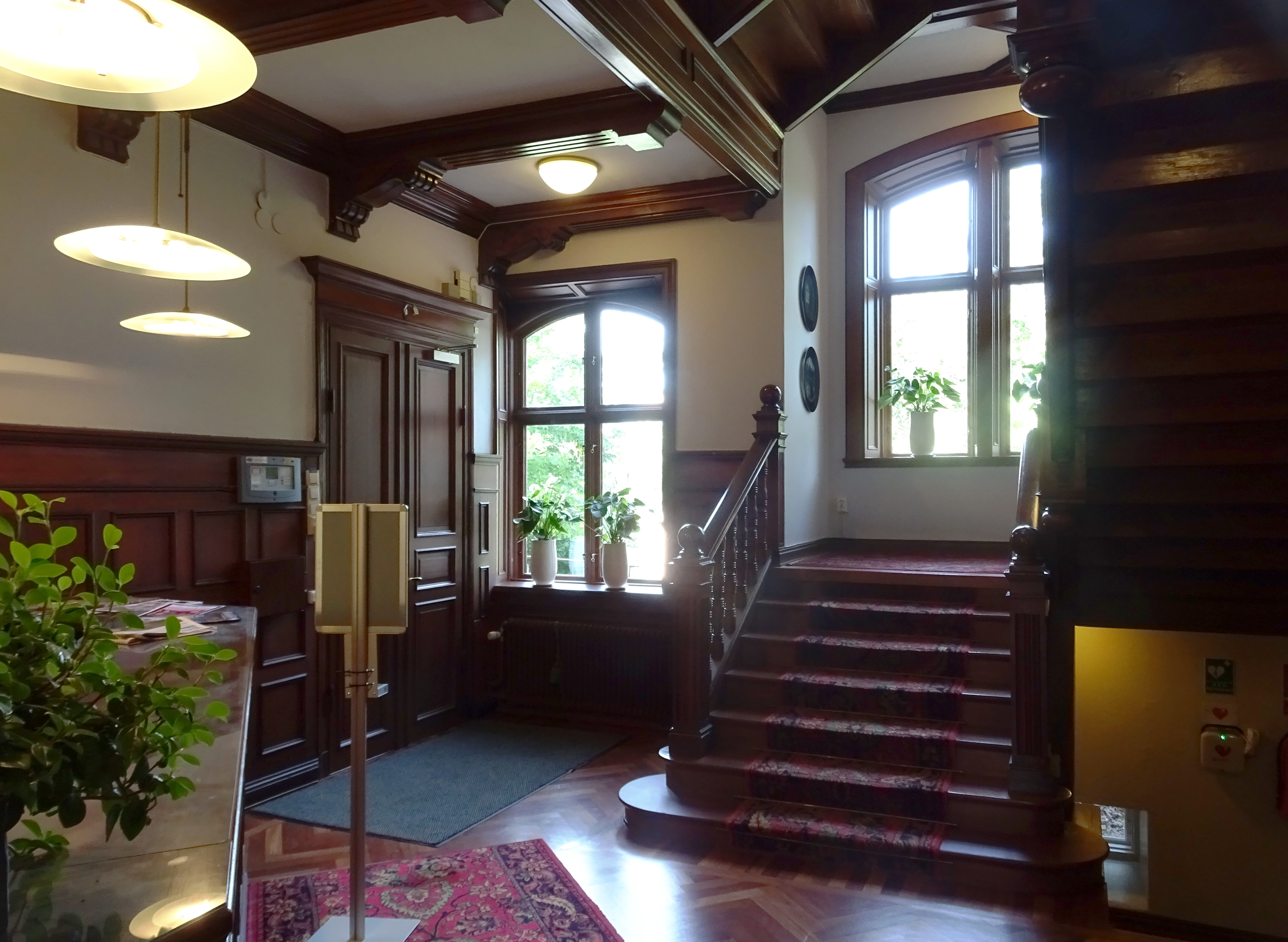
Entréhall.
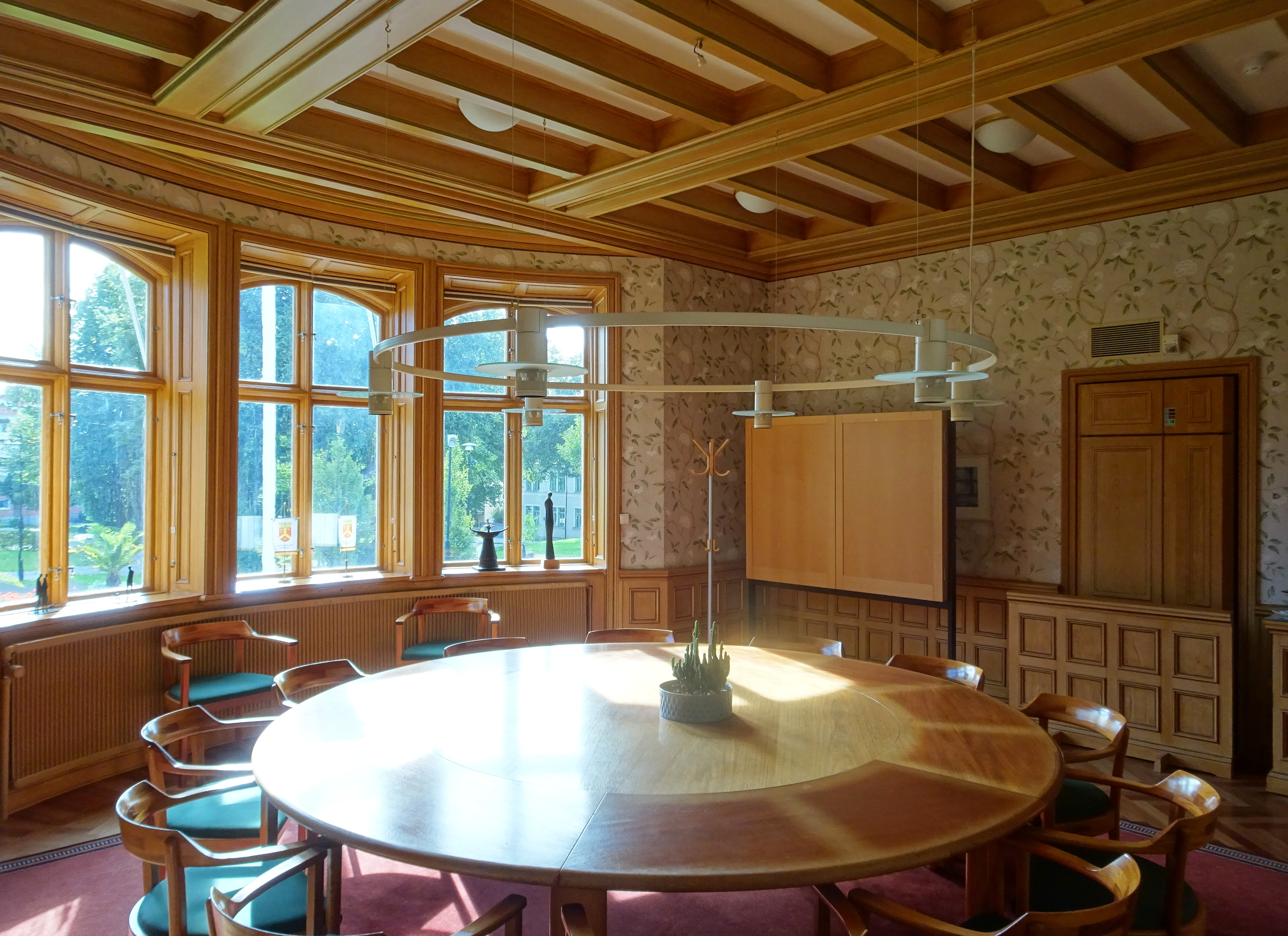
Sammanträdesrum.
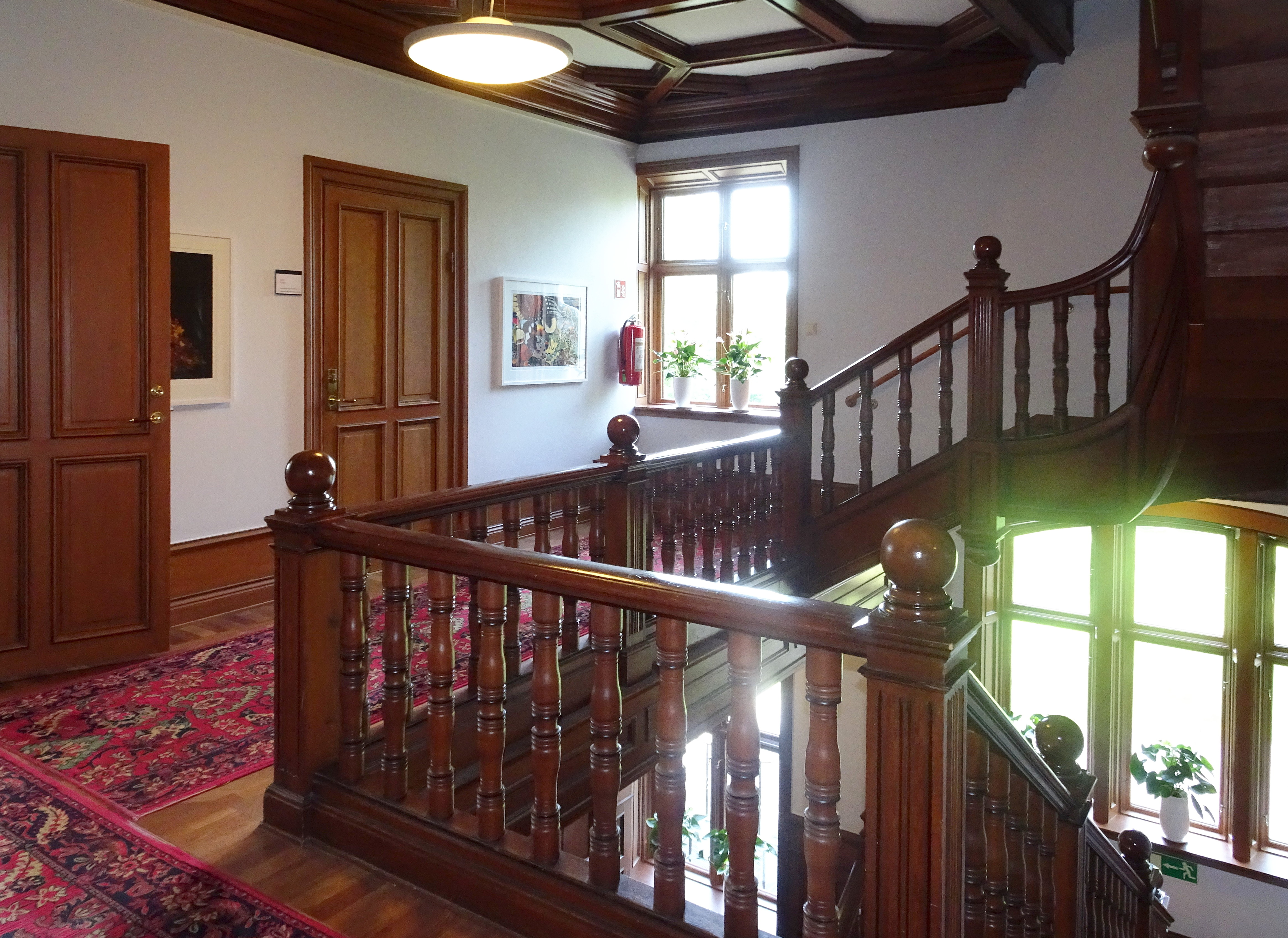
Trapphall, mellanvåning.
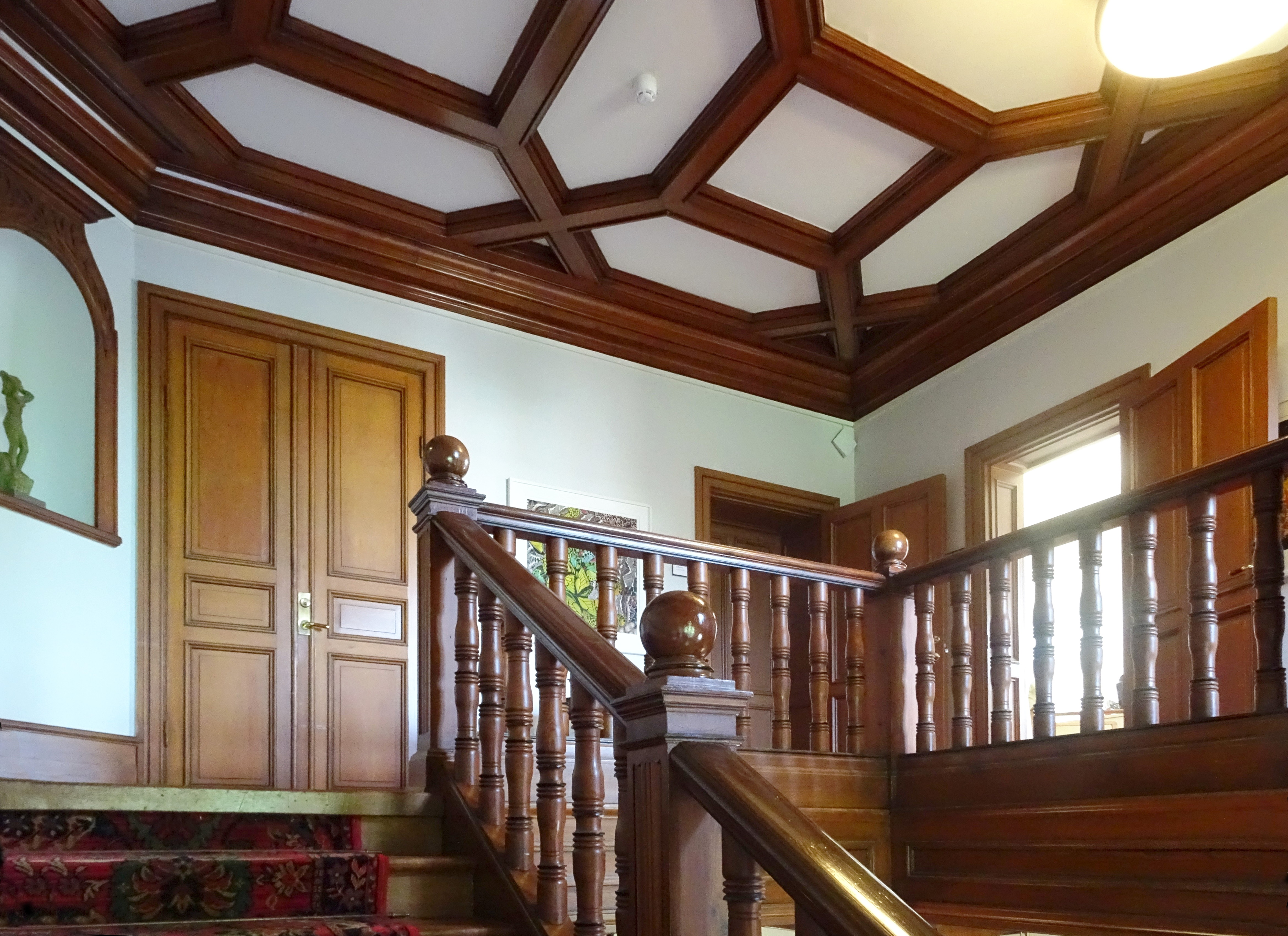
Trapphall, översta planet.

## Gröna Kulles skyddsrum

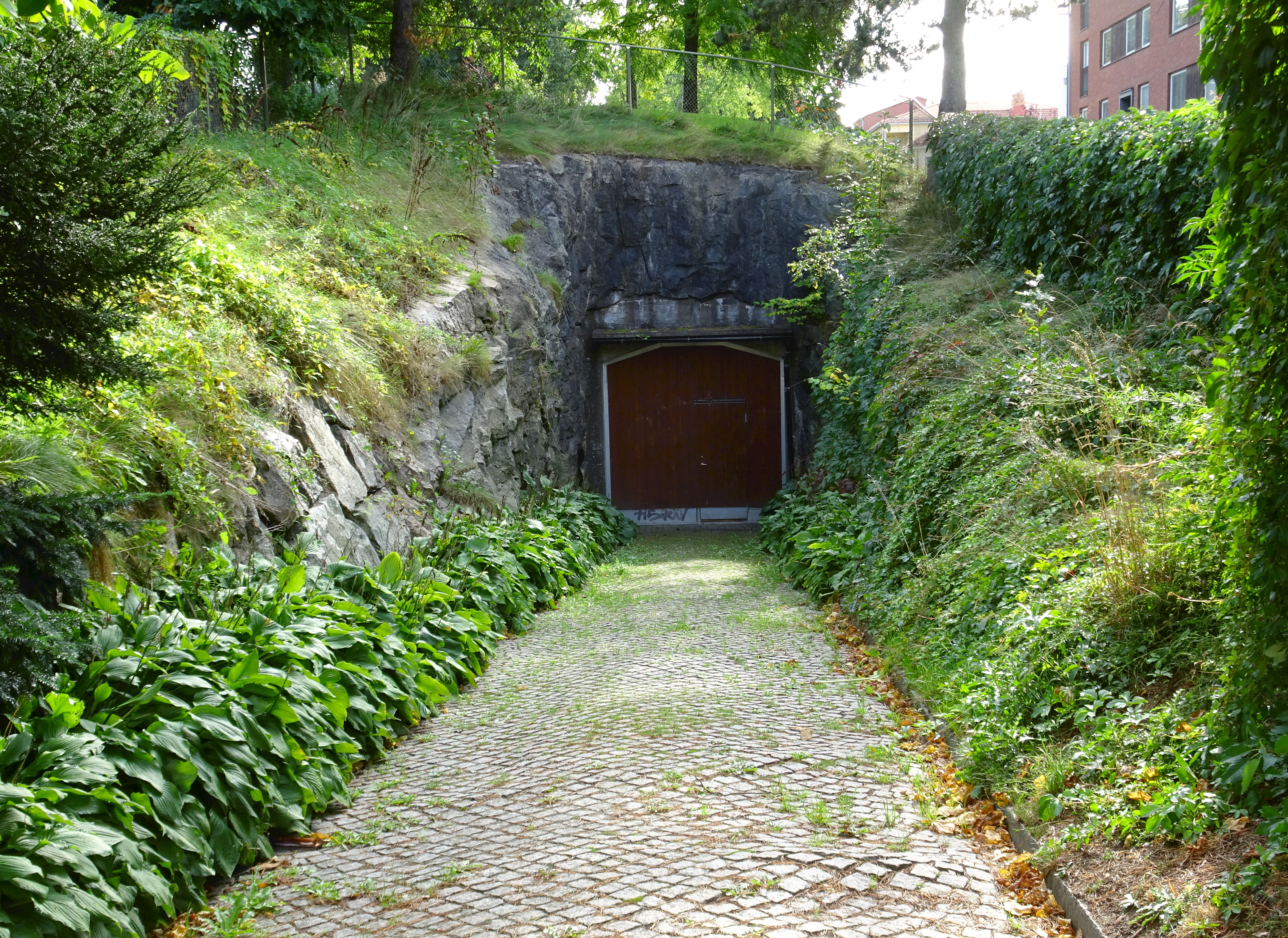
Rampen ner till skyddsrummet.

År 1957 färdigställdes ett civilt, så kallat befolkningsskyddsrum i berget under Stadshuset och Gröna Kulle. Det fick en yta av 700 kvadratmeter fördelade på två skepp, 20 meter under marken och skulle ge skydd åt mellan 300 och 800 personer (för 300 personer fanns sovplatser). Bygget var ett av 15 atombombssäkra skyddsrum som på 1950-talet anlades i tio svenska städer, bland dem Katarinabergets skyddsrum i Stockholm som också färdigställdes 1957 och med 20 000 platser blev Sveriges och världens största.
Skyddsrummen konstruerades för att skydda mot alla sorters konventionella, biologiska och kemiska vapen samt radioaktivt nedfall. De blev självförsörjande med eget, motordrivet elektricitetsverk och eget vatten- och avloppssystem. Dessa anläggningar rönte stor uppmärksamhet, även internationellt. Bland annat gjorde den amerikanska tidskriften LIFE Magazine ett längre reportage om svenska befolkningsskyddsrum och publicerade artikeln i sitt decembernummer från 1955 under titeln: Underground Sweden – ‘Operation Granite’ builds world’s best shelters against a-war.
Till skillnad från många andra liknande skyddsrum har anläggningen i Katrineholm aldrig haft någon alternativ användning i fredstid (till exempel som fritidslokal, lager, bilverkstad eller parkeringshus). Det underhålls kontinuerligt och skall fortfarande kunna tas i drift inom 48 timmar.